# Leszek Podhorodecki
Leszek Podhorodecki (ur. 11 stycznia 1934 w Pruszkowie, zm. 7 grudnia 2000 w Wołominie) – polski historyk, autor kilkudziesięciu książek i artykułów, w większości dotyczących Rzeczypospolitej Obojga Narodów. Specjalizował się w historii wojskowości.

## Życiorys
Pochodził z polskiej rodziny szlacheckiej wywodzącej się z Wołynia. Ojciec, Stefan urodził się w 1897 w Zurnem na Wołyniu, matka Petronela z domu Ilnicka w 1904 w Kijowie. Rodzice Podhorodeckiego osiedlili się w Pruszkowie po I wojnie światowej, w 1935 przenieśli się do Wołomina.
W 1955 ukończył studia historyczne na Uniwersytecie Warszawskim. Uczestniczył w seminariach  Stanisława Herbsta, u którego zamierzał otworzyć przewód doktorski, ostatecznie z powodów osobistych (warunki materialne i intensywna praca zawodowa) zrezygnował. Po 30 latach, w 1983, doktoryzował się na Uniwersytecie Jagiellońskim pod kierunkiem Władysława Serczyka na podstawie rozprawy Jan Karol Chodkiewicz 1560–1621.
Zmarł nagle 7 grudnia 2000 r. Został pochowany na cmentarzu w Wołominie.

## Publikacje
- Sławne bitwy Polaków (nieznany rok wydania)
- Sicz Zaporoska, 1960
- Stefan Czarniecki, 1966
- Hetman Żółkiewski, 1968, 1988
- Hetman Stanisław Koniecpolski ok. 1591-1646, 1969, 1978
- Tatarzy, 1971
- Hetman Jan Zamoyski 1542-1605, 1971
- Władysław IV 1595-1648, 1974
- Hetman Jan Karol Chodkiewicz 1560-1621, 1976, 1982
- Zarys dziejów Ukrainy, 1976
- Wojna chocimska 1621, 1979
- Jugosławia. Zarys dziejów 1979
- Sobiescy herbu Janina, 1981
- Dzieje Kijowa, 1982
- Wiedeń 1683, 1983, seria Historyczne Bitwy
- Rapier i koncerz. Z dziejów wojen polsko-szwedzkich, 1985
- Wazowie w Polsce, 1985
- Kulikowe Pole 1380, 1986, seria Historyczne Bitwy
- Chocim 1621, 1988, seria Historyczne Bitwy
- Chanat krymski i jego stosunki z Polską w XV-XVIII wieku, 1987
- Czyngis-chan, Warszawa, 1991
- Dzieje Lwowa, 1993
- Lepanto 1571, 1993, seria Historyczne Bitwy
- Sławni hetmani Rzeczypospolitej, 1994
- Historia Polski 1796-1996, 1997
- Dzieje rodu Chodkiewiczów, 1997
- Historia najnowsza. Świat i Polska 1939-1999, 2000 (ISBN 838-61-70-522)
- Jugosławia. Dzieje narodów, państw i rozpad federacji, 2000
- Kozacy Zaporoscy. Czy Polska stworzyła Ukrainę?, 2011 (ISBN 978-83-11-12053-2)
- Dzieje Ukrainy, 2022 – wydana ponownie i uzupełniona o dodatek Ukraina i Ukraińcy w latach 1914–2022 autorstwa Michała Klimeckiego, 2022